# Monaster Korniliewsko-Komelski

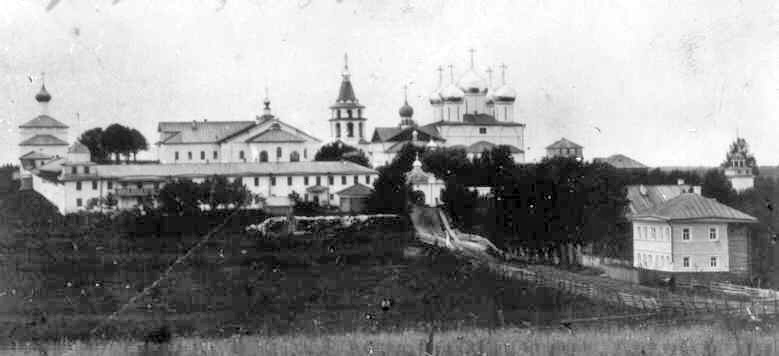
Monaster Korniliewsko-Komelski, widok z początku XX wieku

Monaster Korniliewsko-Komelski – zniszczony klasztor prawosławny położony 5 kilometrów od miasta Griazowiec, we wsi Korniliewo w obwodzie wołogodzkim. 
Założycielem monasteru był późniejszy święty mnich Korneliusz Komelski, który zamieszkał jako pustelnik w lasach komelskich w 1497. Szybko zaczęli gromadzić się wokół niego naśladowcy jego surowego trybu życia, którzy stanowili podstawę późniejszej wspólnoty. W 1501 mnich Korneliusz wzniósł na jej potrzeby drewnianą cerkiew Wprowadzenia Matki Bożej do Świątyni, którą w 1512 zastąpił świątynia murowana - pięciokopułowy sobór z trzema absydami. Przed 1529 mnich Korneliusz spisał również regułę monasteru, trzeci taki tekst w historii prawosławia na ziemiach ruskich. Była ona oparta na ustawach klasztornych Niła Sorskiego i Józefa Wołockiego. Po swojej śmierci Korneliusz został pochowany w klasztorze, a przy jego relikwiach miały miejsce liczne cuda.
Książę Wasyl III wsparł rozwijający się monaster hojnymi darami, zapoczątkowując tym samym tradycję współfinansowania klasztoru przez władców moskiewskich. Kompleks budynków rozwijał się, kolejne cerkwie wznoszono w stylu świątyń Jarosławia i Rostowa. Jednak w II poł. XVIII w. wspólnota monastyczna znacznie już podupadła. W 1764, po wprowadzeniu urzędowej klasyfikacji klasztorów zależnie od liczby mnichów, znalazł się w grupie monasterów III klasy. Od roku następnego źródłem dochodu dla mnichów stało się źródło wody mineralnej, przy którym w połowie następnego stulecia otwarto szpital i łaźnie. Do rewolucji październikowej monaster Korniliewsko-Komelski ponownie stał się jednym z ważniejszych ośrodków życia duchowego Rosji
15 sierpnia 1924 władze radzieckie zlikwidowały klasztor, zaś większość jego zabudowań została zniszczona w latach 30. Pozostałą część wykorzystywano jako sanatorium.
Od 1939 było to jedno z miejsc przetrzymywania polskich jeńców wojennych, którzy nie padli ofiarą zbrodni katyńskiej, a następnie niemieckich jeńców wojennych. Po II wojnie światowej obiekt zaadaptowano na więzienie, później na szpital psychiatryczny. Obecnie kompleks budynków klasztornych jest całkowicie zrujnowany. Cerkwie monasterskie zostały zniszczone, zachował się - w ruinie - jedynie dawny refektarz.